# Эйсай
Эйсай (яп. 栄西; 27 мая 1141, провинция Биттю — 2 июля 1215, Киото) — японский буддийский монах периода Камакура, последователь учения дзэн, основатель японской школы Риндзай, популяризатор культуры чая в Японии. Прозван «Учителем государства, освещающим его тысячами лучей» (яп. 千光国師).

## Биография
Эйсай родился 27 мая 1141 года в провинции Биттю в семье синтоистского священника из рода Кая. В 1151 году он поступил в монастырь Энряку-дзи, где изучал эзотерический буддизм. Эйсай сомневался в профессиональности японских монахов, поэтому стремился пройти обучение в буддийских монастырях Китая.
В 1167 году молодой монах оставил свой монастырь и отправился к японскому острову Кюсю, откуда в следующем году перебрался в Китай. Там Эйсай пробыл 6 месяцев и обучался в монастыре Тяньтай в горах Тяньтайшань, а также познакомился с учением чань (дзэн). После возвращения он передал монастырю Энряку-дзи привезённые из Китая священные тексты и комментарии к сутрам, а сам отправился в 6-летнее путешествие по Западной Японии.
В 1175 году Эйсай повторно прибыл на Кюсю, где в течение десяти лет ждал следующего шанса уехать в Китай. В это время он усиленно изучал основы эзотерики и чань-буддизма. В 1187 году, в возрасте сорока семи лет, Эйсай снова прибыл в Китай. Под руководством китайского наставника Сюйань Хуанчаня он изучил чань-буддизм школы Линьцзи-цзун (Риндзай) и в 1191 году вернулся на родину.
Прибыв на Кюсю, Эйсан сразу стал проповедовать новое учение дзэн. В 1194 году монахи школы Тэндай объявили его еретиком и добились от императора запрета его проповедей. Однако через год запрет был снят, и Эйсай основал в городе Хаката первый в Японии дзэнский монастырь Сёфукудзи. Таким образом в стране оформилась новая буддийская школа Риндзай.
В 1198 году её японский основатель написал трактат «Рассуждение о распространении созерцания для защиты страны» (яп. 興禅護国論), который был манифестацией независимости дзэн-буддизма от традиционных школ Японии, в первую очередь Тэндай, и отмечал необходимость распространения нового учения в Японии.
Не найдя должной поддержки своих взглядов среди столичных аристократов, Эйсай переехал в Камакуру, резиденцию самурайского правительства. Это недавно образованное правительство было заинтересовано в укреплении своего престижа и формировании идеологической базы для самурайства, а потому взяло под свою протекцию учёного монаха. В 1200 году Эйсай заложил монастырь Дзюфукудзи в Камакуре, а в 1202 году, с разрешения сёгуна Минамото-но Ёрииэ, основал монастырь Кэнниндзи в столице Киото. Благодаря поддержке самураев, в 1206 году он стал главным собирателем пожертвований для одного из самых старых монастырей страны Тодай-дзи, а в 1212 и 1213 годах получил от Императорского двора почётные монашеские титулы хойин и содзё. Связи Эйсая с политиками вызвали острую критику оппонентов, но способствовали росту популярности дзэн среди сословия самураев и населения в целом.
Кроме политики и проповедования, Эйсай был популяризатором культуры чая. Завезя зелёный чай из Китая, он первым наладил в Японии выращивание чайных кустов и изготовление чая.
В 1214 году он написал «Записки о питии чая для питания жизни» (яп. 喫茶養生記), в которых изложил методы приготовления различных чаёв, доказывал пользу питья чая для здоровья, а также объяснял, какие болезни может лечить чай.
Эйсай умер 2 июля 1215 года в возрасте семидесяти четырёх лет.